# Schmetterlingsrochen
Die Schmetterlingsrochen (Gymnura) sind eine Gattung der Rochen. Sie leben kosmopolitisch in allen Weltmeeren an den Küsten tropischer und warmgemäßigter Meere, auch im Brackwasser von Flussmündungen.

## Merkmale
Von allen anderen Rochen unterscheiden sich Schmetterlingsrochen durch die rautenförmige, von Kopf, Rumpf und Brustflossen gebildete Scheibe, die mindestens 1,5-mal breiter als lang ist. Es sind mittelgroße bis große Rochen. Große Arten erreichen Spannweiten von 1,50 bis 2,50 Metern, Gymnura altavela sogar 4,0 Meter. Der Kopf ist nicht von der stark abgeflachten Scheibe abgesetzt, die Schnauze ist kurz und stumpf, ohne rostralen Knorpel. Einigen Arten zeigen einen Geschlechtsdimorphismus; ausgewachsene Männchen haben eine eckigere Scheibe sowie eine spitze und längere Schnauze. Die Augen sind klein. Direkt hinter ihnen befinden sich die ziemlich großen Spritzlöcher, die am inneren hinteren Rand einen kleinen Tentakel haben können. Das Maul ist relativ breit und gebogen. Die Kiefer sind mit zahlreichen, in gleichmäßigen Bändern angeordneten kleinen Zähnen besetzt. Der Schwanz ist stets relativ kurz, schlank und peitschenartig. Eine kleine Rückenflosse an der Schwanzwurzel, gezähnte Schwanzstacheln, sowie dorsale und ventrale Hautfalten können vorhanden sein oder fehlen. Die Haut der Schmetterlingsrochen ist meist völlig glatt. Die Färbung ist variabel und kann mit dem Substrat zusammenhängen. Der Schwanz ist normalerweise gebändert.

## Lebensweise
Schmetterlingsrochen leben oft in der Nähe der Küste und meist auf weichen Böden. Sie sind lebendgebärend und bringen pro Wurf 1 bis 16 Jungrochen hervor. Einige tropische Arten können sich das ganze Jahr über fortpflanzen. Schmetterlingsrochen ernähren sich vor allem von Fischen, aber auch Wirbellose wie Krebstiere und Muscheln werden gefressen.

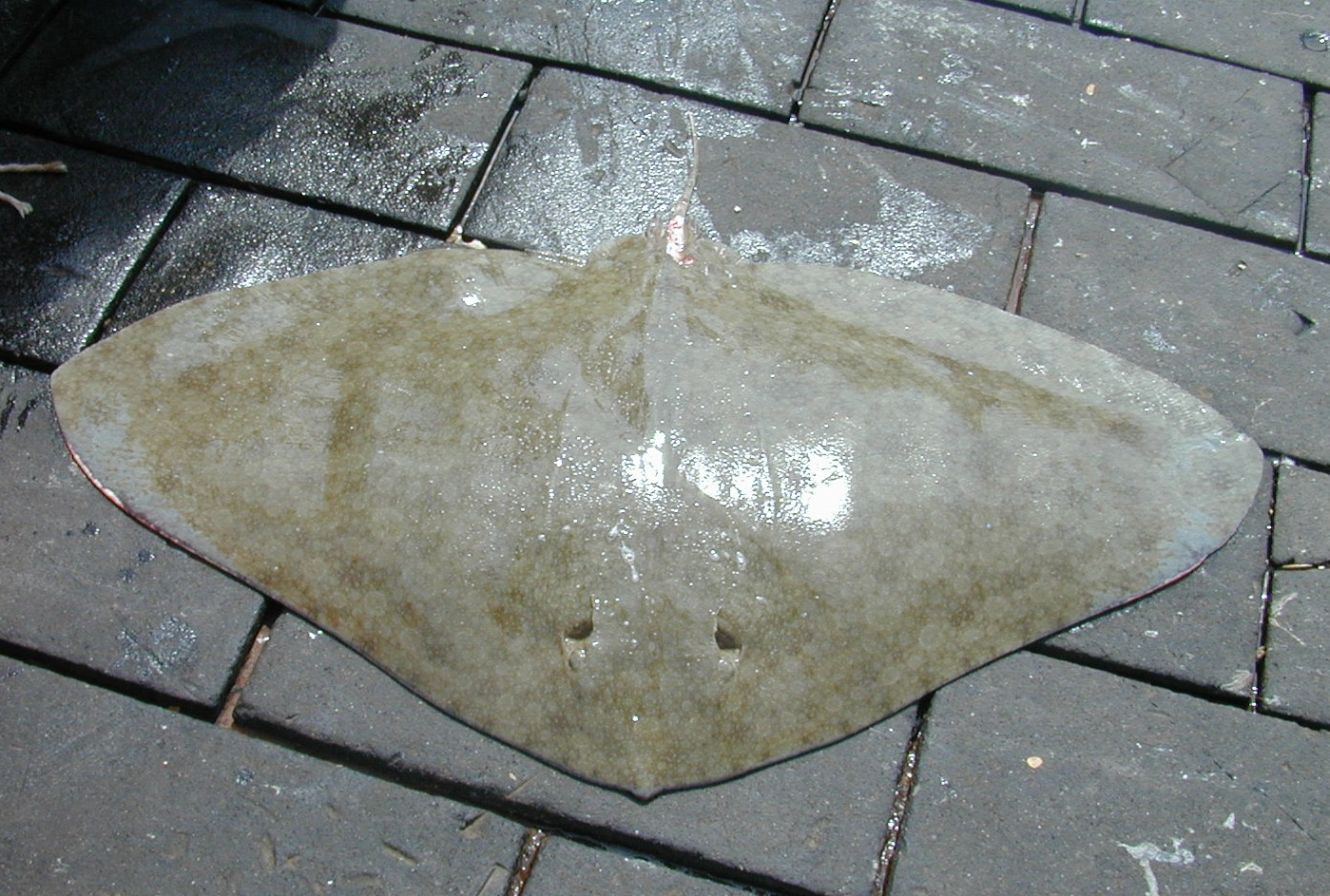
Gymnura altavela

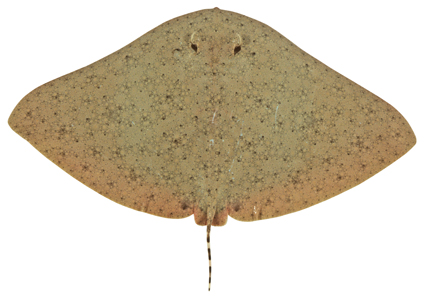
Gymnura australis

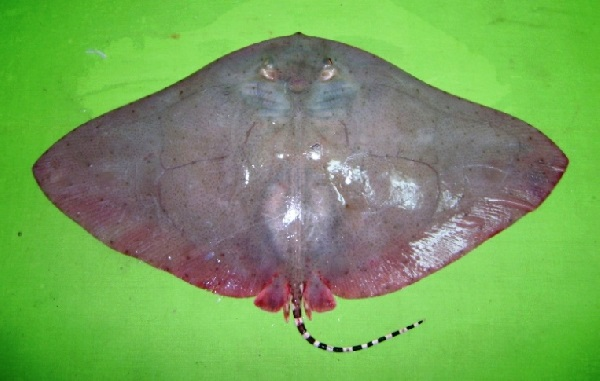
Gymnura poecilura

## Systematik
Die Gattung Gymnura wurde 1823 durch den niederländischen Naturforscher Johan Coenraad van Hasselt eingeführt, die Familie Gymnuridae 1934 durch den US-amerikanischen Zoologen Henry Weed Fowler. Gymnura ist seitdem die einzige Gattung der Familie geblieben. Aetoplatea ist ein Synonym.

## Arten
Zu den Schmetterlingsrochen zählen 15 Arten, die sich morphologisch sehr ähnlich sind. Die Unterscheidung der Arten beruht auf einer Kombination von Merkmalen, wie etwa dem Vorhandensein oder Fehlen von Tentakeln an den Spritzlöchern, einer Rückenflosse oder Schwanzstachel(n), der relativen Größe des Schwanzes sowie der Anzahl der schwarzen Bänder am Schwanz.
- Gymnura afuerae (Hildebrand, 1946)
- Gymnura altavela (Linnaeus, 1758)
- Gymnura australis (Ramsay & Ogilby, 1886)
- Gymnura bimaculata (Norman, 1925)
- Gymnura crebripunctata (Peters, 1869)
- Gymnura hirundo (Lowe, 1843)
- Gymnura japonica (Temminck & Schlegel, 1850)
- Gymnura lessae Yokota & Carvalho, 2017
- Gymnura marmorata (Cooper, 1864)
- Gymnura micrura (Bloch & Schneider, 1801)
- Gymnura natalensis (Gilchrist & Thompson, 1911)
- Gymnura poecilura (Shaw, 1804)
- Gymnura sereti Yokota & Carvalho, 2017
- Gymnura tentaculata (Müller & Henle, 1841)
- Gymnura zonurus Bleeker, 1852